# St. Justina (Gemeinde Assling)
Die Ortschaft St. Justina befindet sich auf dem Gebiet der Gemeinde Assling bei Lienz in Osttirol, an der Pustertaler Höhenstraße. Die namengebende Kirche St. Justina liegt auf 1209 Meter Seehöhe und nimmt mit dem angrenzenden Friedhof eine Fläche von 450 m² ein.

## Geschichte
Schon aus dem, der Hallstatt- und Latènezeit existieren Funde im Umfeld von St. Justina. Römische Besiedelung lässt sich auf dem ca. 7 km entfernten Mortbichl nachweisen. Streufunde bezeugen eine sporadische Begehung von St. Justina auch in der Spätantike. Lokalforschungen zufolge folgt die Pustertaler Höhenstraße der römischen Trasse. Im Mittelalter wurden an jener Straße mehrere Burgen und Herrschaftssitze errichtet, durch welche sich die Bedeutung der Route nachweisen lässt. Schriftlich wird St. Justina erstmals in der Besitzbestätigung für Stift Neustift durch Papst Alexander III. im Frühjahr 1177 als „sancta Iustina prope Anras“ genannt. Die Erhebung zur Pfarre erfolgte 1891.

## Archäologie

### Bauforschung

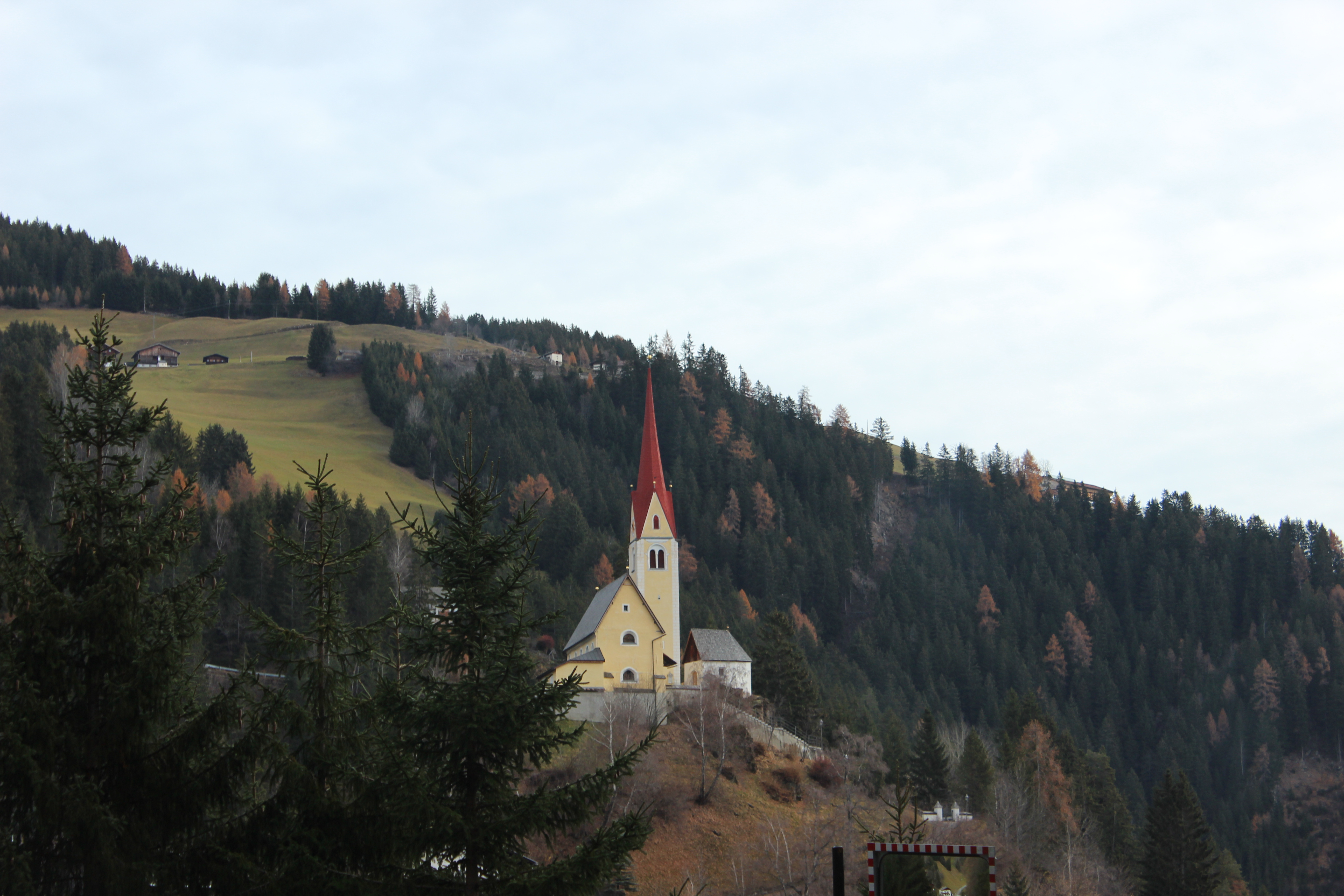
Pfarrkirche St. Justina Assling

Die Kirche weist drei große Umbauten aus drei unterschiedlichen Epochen auf:
- die romanische Bauphase: durch den Vergleich des Mauerwerks ergibt sich das Bild eines rechteckigen Kirchenbaus von etwa 9,5 m Länge und 7,2 m Breite, sowie einer Mauerstärke von 0,82 m. Dieser ursprüngliche Bau dürfte niedriger gewesen sein, als der heutige.
- die gotische Bauphase: an der Südseite der Kirche wird ein Kirchturm, über die Breite der Westwand eine Vorhalle angefügt. Die Statue der hl. Justina im spätgotischen Flügelaltar wird auf 1430, das Fresko des hl. Christophorus an der Ostseite auf 1513 datiert.
- Bauphase Ende des 18. Jahrhunderts: nach frühbarocken Renovierungen erhält die Kirche durch die Arbeiten, welche vermutlich mit der 1786 erfolgten Stiftung der Kuratie in Verbindung stehen, ihr heutiges Aussehen. Der vorhandene Chor wird abgetragen und durch einen neuen Chorraum ersetzt. Die Kanzel und der Hauptaltar werden eingesetzt. In der ersten Hälfte des 19. Jahrhunderts erfolgt eine Gewölbeausmalung.

### Ausgrabungen
1993 wurden die Bodendenkmalpflege und das Institut für Ur- und Frühgeschichte sowie Mittelalter- und Neuzeitarchäologie Innsbruck mit der Grabung betraut. Im Verlauf dieser ersten Grabungskampagne, die sich vorwiegend mit dem östlichen Abhang befasste, trat unter anderem ein Fragment eines Goldschmuckcolliers zu Tage.
Während der zweiten Kampagne 1994 beschäftigten sich die Archäologen mit den Versturzschichten, in welchen man auf mehrere Körpergräber stieß, und dem zwischen Friedhofsmauer und östlichem Weg befindlichen Aushub des Friedhofs.
Der ergrabene Baukörper ist ein südöstlich orientierter, L-förmiger Mauerhaken, welcher an der Innenseite im westlichen Drittel starke Brandrötung aufweist. Da sich dasselbe Steinmaterial in der heutigen Friedhofsmauer wieder findet, liegt die Vermutung nahe, dass die Ruine des Altbaus als Steinbruch verwendet wurde.
Sowohl der Mauerhaken, als auch die erfassten Kleinfunde dienen der Datierung und berechtigen zur Ansprache des Befundes als romanische Burg, deren gotische Elemente im Auftrag des Adels oder einer Kirchengesellschaft beigefügt wurden.

### Bestattungen
Die Niederlegung der drei Kleinkinder und des Erwachsenen werden als Sonderbestattung definiert, da sich alle vier Grablegungen jenseits der Friedhofsmauer und damit außerhalb des geweihten Bereichs befinden.

### Bauplastiken
Im Lauf der Grabungen wurden am Kirchhügel von St. Justina auch die Steinmetzarbeiten dokumentiert. Die überwiegend aus Gneis bestehenden Säulen und Fragmente stammen aus dem 14./15. Jh. und waren vermutlich Teil der Innenarchitektur einer Adelskirche. Im Süden der Stützmauer sind Tuffsteinelemente eingearbeitet, welche im sakralen Bereich hauptsächlich ab der Gotik Verwendung fanden.

### Funde
Die Funde: Keramik (Kammstrichkeramik), Knochen (Rosenkranzfragment, Halbfabrikate etc.), Stein (überwiegend Spinnwirtel), Eisen, Glas (unter anderem das Wandstück eines Hohlglases,), sowie Bunt- und Edelmetall.
Zur letztgenannten Kategorie zählt das wohl kostbarste Artefakt der Grabung – der so genannte „Juwelenkragen“ von St. Justina. Aufgrund der gleichartigen Herstellung aller Ösen aus Golddraht, kann davon ausgegangen werden, dass die sechs Einzelstücke ursprünglich zu einem Emblem verbunden waren. Ob das Schmuckstück mit den vier ovalen Granate-Einlagen, dem kleeblattförmigen Anhänger aus Goldblech und der in Golddraht gefassten, spätantiken Gemme vollständig ist, bleibt ungeklärt. Die Brandschicht, welcher das Schmuckstück entnommen wurde, lässt sich eindeutig in das Mittelalter datieren. Aus dem Vergleich mit dem Mainzer Juwelenkragen schließt Mechthild Schulze-Dörrlamm, dass das Prunkstück aus St. Justina frühesten dem 11. Jahrhundert entstammen kann.

## Persönlichkeiten
- Surasa Mairer (* 1959) ist eine Ultramarathonläuferin und Weltrekordlerin im Rückwärtslaufen
- Ignaz Martin Mitterer (1850–1924) war Komponist und Kirchenmusiker, Domkapellmeister zu Regensburg und Brixen
- Ignaz Vergeiner (1938–2007) war Meteorologe und Umweltphysiker, bekannt geworden als Sachverständiger bei Atomkraftfragen